# Indohya pusilla
Indohya pusilla es una especie de arácnido del orden Pseudoscorpionida de la familia Hyidae.

## Distribución geográfica
Se encuentra en el oeste de Australia.